# 1971年のイギリスサルーンカー選手権
1971年のイギリスサルーンカー選手権 (1971 British Saloon Car Championship) は、イギリスサルーンカー選手権の14年目のシーズン。3月14日のマロリー・パークで開幕し、10月24日のブランズ・ハッチにおける最終戦まで全12戦で争われた。サンビーム・インプをドライブするビル・マクガバンが2度目のタイトルを獲得した。

## 開催カレンダーと優勝者
複数クラスの混走による総合優勝者は太字
| ラウンド | ラウンド | サーキット                                     | 開催日   | クラス A 優勝者         | クラス B 優勝者      | クラス C 優勝者            | クラス D 優勝者         |
| -------- | -------- | ---------------------------------------------- | -------- | ----------------------- | -------------------- | -------------------------- | ----------------------- |
| NC       | NC       | マロリー・パーク                               | 3月14日  | 無し（エントリー無し?） | マイク・チッテンデン | グラハム・ビレル           | 無し（エントリー無し?） |
| 1        | 1        | ブランズ・ハッチ                               | 3月21日  | ビル・マクガバン        | ヴィンス・グッドマン | ジョン・フィッツパトリック | ブライアン・ミュアー    |
| 2        | A        | オウルトンパーク                               | 4月9日   | ビル・マクガバン        | デイヴ・マシューズ   | 開催せず                   | 開催せず                |
| 2        | B        | スネッタートン・モーターレーシング・サーキット | 4月9日   | 開催せず                | 開催せず             | ジョン・フィッツパトリック | ブライアン・ミュアー    |
| 3        | 3        | スラクストン・サーキット                       | 4月12日  | バーナード・ウネット    | デイヴ・マシューズ   | ローリー・ヒックマン       | ブライアン・ミュアー    |
| 4        | 4        | シルバーストン・サーキット                     | 5月8日   | ビル・マクガバン        | デイヴ・マシューズ   | ジョン・フィッツパトリック | ブライアン・ミュアー    |
| 5        | A        | クリスタル・パレス                             | 5月30日  | ビル・マクガバン        | ヴィンス・グッドマン | 開催せず                   | 開催せず                |
| 5        | B        | クリスタル・パレス                             | 5月30日  | 開催せず                | 開催せず             | ジョン・ブルームフィールド | ブライアン・ミュアー    |
| 6        | 6        | シルバーストン・サーキット                     | 6月5日   | ジョン・ターナー        | デイヴ・マシューズ   | ジョン・フィッツパトリック | フランク・ガードナー    |
| 7        | 7        | クロフト・サーキット                           | 7月11日  | ビル・マクガバン        | デイヴ・マシューズ   | トレヴァー・テイラー       | フランク・ガードナー    |
| 8        | 8        | シルバーストン・サーキット                     | 7月17日  | ビル・マクガバン        | デイヴ・マシューズ   | グラハム・ビレル           | ジェリー・ビレル        |
| 9        | 9        | オウルトンパーク                               | 8月22日  | ビル・マクガバン        | デイヴ・マシューズ   | ジョン・フィッツパトリック | ブライアン・ミュアー    |
| 10       | 10       | ブランズ・ハッチ                               | 8月30日  | ビル・マクガバン        | ヴィンス・グッドマン | ジョン・フィッツパトリック | デニス・リーチ          |
| 11       | A        | マロリー・パーク                               | 9月26日  | 開催せず                | 開催せず             | ジョン・フィッツパトリック | ブライアン・ミュアー    |
| 11       | B        | マロリー・パーク                               | 9月26日  | ビル・マクガバン        | ジョン・モワット     | 開催せず                   | 開催せず                |
| 12       | 12       | ブランズ・ハッチ                               | 10月24日 | ビル・マクガバン        | デイヴ・マシューズ   | ジョン・ブルームフィールド | ジェリー・ビレル        |

## 選手権結果
| ドライバーズランキング | ドライバーズランキング     | ドライバーズランキング       | ドライバーズランキング |
| 順位                   | ドライバー                 | 車両                         | ポイント               |
| ---------------------- | -------------------------- | ---------------------------- | ---------------------- |
| 1                      | ビル・マクガバン           | サンビーム・インプ           | -                      |
| 2                      | ヴィンス・グッドマン       | フォード・エスコート 1300 GT | -                      |
| 3                      | ジョン・フィッツパトリック | フォード・エスコート RS 1600 | -                      |
| 4                      | フランク・ガードナー       | シボレー・カマロ             | -                      |

## 参照
1. ↑  “アーカイブされたコピー”. 2011年7月16日時点のオリジナルよりアーカイブ。2010年9月30日閲覧。 Official list of BTCC champions
2. ↑  http://homepage.mac.com/frank_de_jong/Pages/1971%20BSCC.html
3. 1 2 3  1971 Standings, www.btcc.net Retrieved on 9 November 2012